# Friidrott vid olympiska sommarspelen 1908
Friidrotten vid de olympiska sommarspelen 1908 i London bestod av 26 grenar och hölls mellan 13 och 25 juli 1908 på White City Stadium. Antalet deltagare var 446 tävlande från 20 länder.

## Medaljfördelning
| Medaljfördelning |                |      |        |       |        |
| Placering        | Nation         | Guld | Silver | Brons | Totalt |
| 1                | USA            | 16   | 10     | 8     | 34     |
| 2                | Storbritannien | 7    | 7      | 3     | 17     |
| 3                | Sverige        | 2    | 0      | 3     | 5      |
| 4                | Kanada         | 1    | 1      | 4     | 6      |
| 5                | Sydafrika      | 1    | 1      | 0     | 2      |
| 6                | Grekland       | 0    | 3      | 0     | 3      |
| 7                | Norge          | 0    | 1      | 2     | 3      |
| 8                | Frankrike      | 0    | 1      | 1     | 2      |
| 8                | Tyskland       | 0    | 1      | 1     | 2      |
| 8                | Ungern         | 0    | 1      | 1     | 2      |
| 11               | Italien        | 0    | 1      | 0     | 1      |
| 12               | Australasien   | 0    | 0      | 1     | 1      |
| 12               | Finland        | 0    | 0      | 1     | 1      |

## Medaljörer

### Herrar
| Gren                                      | Guld                                                                | Silver                                                                  | Brons                                                                     |
| 100 meter Detaljer...                     | Reggie Walker · Sydafrika                                           | James Rector · USA                                                      | Bobby Kerr · Kanada                                                       |
| 200 meter Detaljer...                     | Bobby Kerr · Kanada                                                 | Robert Cloughen · USA                                                   | Nate Cartmell · USA                                                       |
| 400 meter Detaljer...                     | Wyndham Halswelle · Storbritannien                                  | Ingen                                                                   | Ingen                                                                     |
| 800 meter Detaljer...                     | Mel Sheppard · USA                                                  | Emilio Lunghi · Italien                                                 | Hanns Braun · Tyskland                                                    |
| 1 500 meter Detaljer...                   | Mel Sheppard · USA                                                  | Harold Wilson · Storbritannien                                          | Norman Hallows · Storbritannien                                           |
| 5 miles Detaljer...                       | Emil Voigt · Storbritannien                                         | Edward Owen · Storbritannien                                            | John Svanberg · Sverige                                                   |
| Maraton Detaljer...                       | Johnny Hayes · USA                                                  | Charles Hefferon · Sydafrika                                            | Joseph Forshaw · USA                                                      |
| 110 meter häck Detaljer...                | Forrest Smithson · USA                                              | John Garrels · USA                                                      | Arthur Shaw · USA                                                         |
| 400 meter häck Detaljer...                | Charles Bacon · USA                                                 | Harry Hillman · USA                                                     | Jimmy Tremeer · Storbritannien                                            |
| 3 200 meter hinder Detaljer...            | Arthur Russell · Storbritannien                                     | Archie Robertson · Storbritannien                                       | John Eisele · USA                                                         |
| Stafettmedley Detaljer...                 | USA · William Hamilton · Nate Cartmell · John Taylor · Mel Sheppard | Tyskland · Arthur Hoffmann · Hans Eicke · Otto Trieloff · Hanns Braun   | Ungern · Pál Simon · Frigyes Wiesner · József Nagy · Ödön Bodor           |
| 3 miles lag Detaljer...                   | Storbritannien · William Coales · Joe Deakin · Archie Robertson     | USA · George Bonhag · John Eisele · Herbert Trube                       | Frankrike · Joseph Dreher · Louis de Fleurac · Paul Lizandier             |
| 3 500 meter gång Detaljer...              | George Larner · Storbritannien                                      | Ernest Webb · Storbritannien                                            | Harry Kerr · Australasien                                                 |
| 10 miles gång Detaljer...                 | George Larner · Storbritannien                                      | Ernest Webb · Storbritannien                                            | Edward Spencer · Storbritannien                                           |
| Längdhopp Detaljer...                     | Frank Irons · USA                                                   | Daniel Kelly · USA                                                      | Calvin Bricker · Kanada                                                   |
| Tresteg Detaljer...                       | Tim Ahearne · Storbritannien                                        | Garfield MacDonald · Kanada                                             | Edvard Larsen · Norge                                                     |
| Höjdhopp Detaljer...                      | Harry Porter · USA                                                  | Géo André · Frankrike Con Leahy · Storbritannien István Somodi · Ungern | Ingen                                                                     |
| Stavhopp Detaljer...                      | Edward Cook · USA Alfred Gilbert · USA                              | Ingen                                                                   | Edward Archibald · Kanada Charles Jacobs · USA Bruno Söderström · Sverige |
| Stående längdhopp Detaljer...             | Ray Ewry · USA                                                      | Konstantinos Tsiklitiras · Grekland                                     | Martin Sheridan · USA                                                     |
| Stående höjdhopp Detaljer...              | Ray Ewry · USA                                                      | John Biller · USA Konstantinos Tsiklitiras · Grekland                   | Ingen                                                                     |
| Kulstötning Detaljer...                   | Ralph Rose · USA                                                    | Denis Horgan · Storbritannien                                           | John Garrels · USA                                                        |
| Diskuskastning Detaljer...                | Martin Sheridan · USA                                               | Merritt Giffin · USA                                                    | Bill Horr · USA                                                           |
| Släggkastning Detaljer...                 | John Flanagan · USA                                                 | Matt McGrath · USA                                                      | Con Walsh · Kanada                                                        |
| Spjutkastning Detaljer...                 | Eric Lemming · Sverige                                              | Arne Halse · Norge                                                      | Otto Nilsson · Sverige                                                    |
| Diskuskastning i grekisk stil Detaljer... | Martin Sheridan · USA                                               | Bill Horr · USA                                                         | Verner Järvinen Finland                                                   |
| Spjutkastning i fristil Detaljer...       | Eric Lemming · Sverige                                              | Michalis Dorizas · Grekland                                             | Arne Halse · Norge                                                        |

## Deltagande nationer
Totalt deltog 446 friidrottare från 20 länder vid de olympiska spelen 1908 i London.
| - Australasien (9) - Belgien (6) - Böhmen (3) - Danmark (8) - Finland (15) - Frankrike (19) - Grekland (12) - Italien (13) - Kanada (27) - Nederländerna (20) | - Norge (11) - Ryssland (1) - Schweiz (1) - Storbritannien (126) - Sverige (33) - Sydafrika (9) - Tyskland (21) - Ungern (20) - USA (89) - Österrike (3) |

- Wikimedia Commons har media som rör Friidrott vid olympiska sommarspelen 1908.